# Pavillon Tchehel Sotoun de Qazvin
Le pavillon Tchehel Sotoun de Qazvin (en persan : کاخ چهل‌ستون قزوین) édifié sous le règne du chah Tahmasp Ier à l'époque safavide (XVIe siècle) est le seul pavillon qui subsiste de l'époque où Qazvin était la capitale de l'Empire perse. Son nom signifie littéralement palais des quarante colonnes. C'est un des témoignages de l'architecture safavide qui subsiste dans Qazvin avec Ali Qapu Gate, Qazvin (en). En l'absence d'inscription de date sur le bâtiment une attribution précise serait incertaine.

## Contexte
Le chah Tahmasp Ier, en l'an 1548, décide de déplacer sa capitale de Tabriz à Qazvin et cette même année il achète le terrain nécessaire pour construire ce pavillon des quarante colonnes. Celui-ci est entouré d'un jardin, d'étangs. Les façades sont formées de porches reliés par des arcs. Les fenêtres en bois sont finement dessinées et garnies de vitraux multicolores.

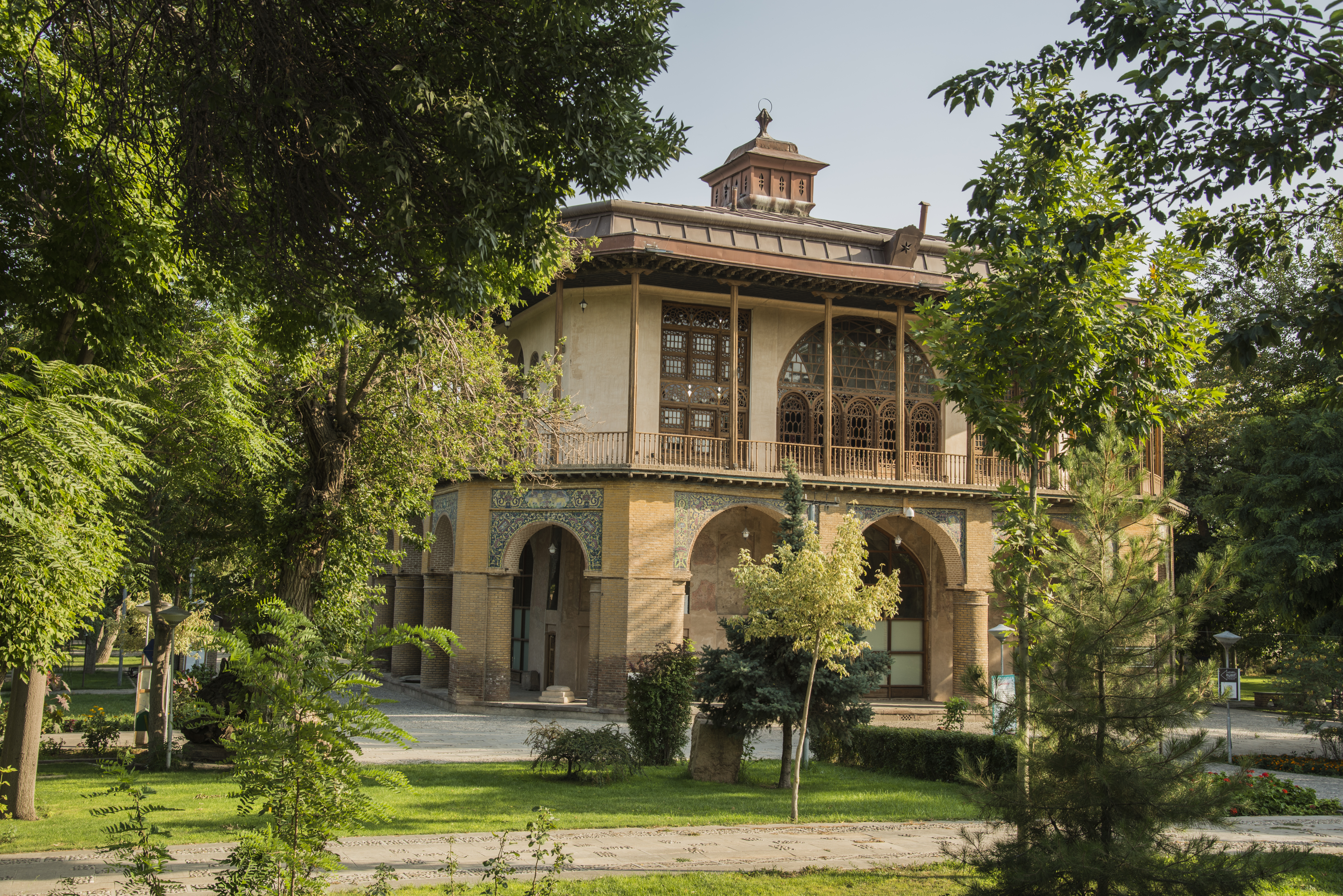
40 Sotoun-Ghazvin

## Architecture
Le corps du palais est composé de deux niveaux d'une superficie totale de 500 m2. Au rez-de-chaussée, une pièce centrale quadrangulaire communique par quatre iwans avec les jardins environnants.
Les façades avant et arrière sont formées d'un portique de colonnes en brique réunies par des arcs en plein cintre. À l'étage ce sont trente-deux minces colonnes en bois qui garnissent la façade et forment un balcon portant le toit.
Le toit est ceint d'une corniche et recouvert de tôles au design innovant. Il est surmonté d'une tourelle carrée.
Au lieu de coins ce sont des murs obliques, de sorte que le plan est celui d'un octogone inégal,

## Décoration
Les fresques du premier étage sont des exemples de l'art de l'écriture de l'école Qazvin. La présence de trois couches de peinture murale indique le passage par différentes périodes historiques    
Les jardins d'Ispahan sont réputés conçus sur base des plans de ce palais de Qazvin. Le poète et historien Abdy Beg Şirazy sous le règne du chah Tahmasp Ier a soigneusement décrit les palais royaux de Qazvin, mais n'a pas nommé les artistes peintres et architectes qui ont réalisé les peintures murales intérieures et extérieures qui étaient parmi les plus qualifiés de leur époque.
Ce palais a été enregistré sous le n° 389 dans la liste des monuments nationaux d'Iran au mois de janvier-février de l'année 1334 (de l'Hégire).

## Musée de la calligraphie
Le palais a été restauré en 1958 et a été préservé comme un trésor historique précieux. Il est devenu le musée de la calligraphie de Qazvin.

## Galerie

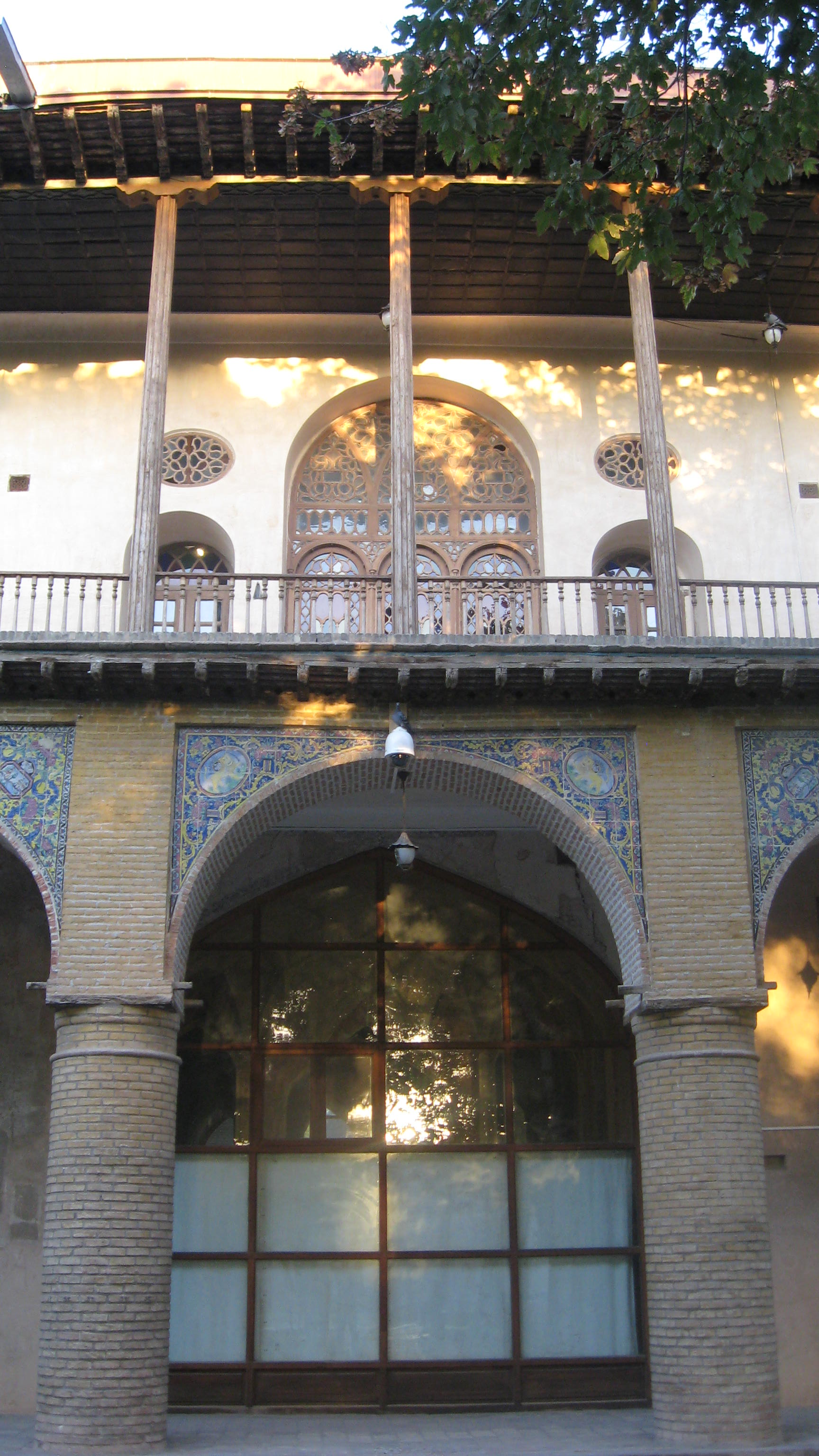
façade latérale
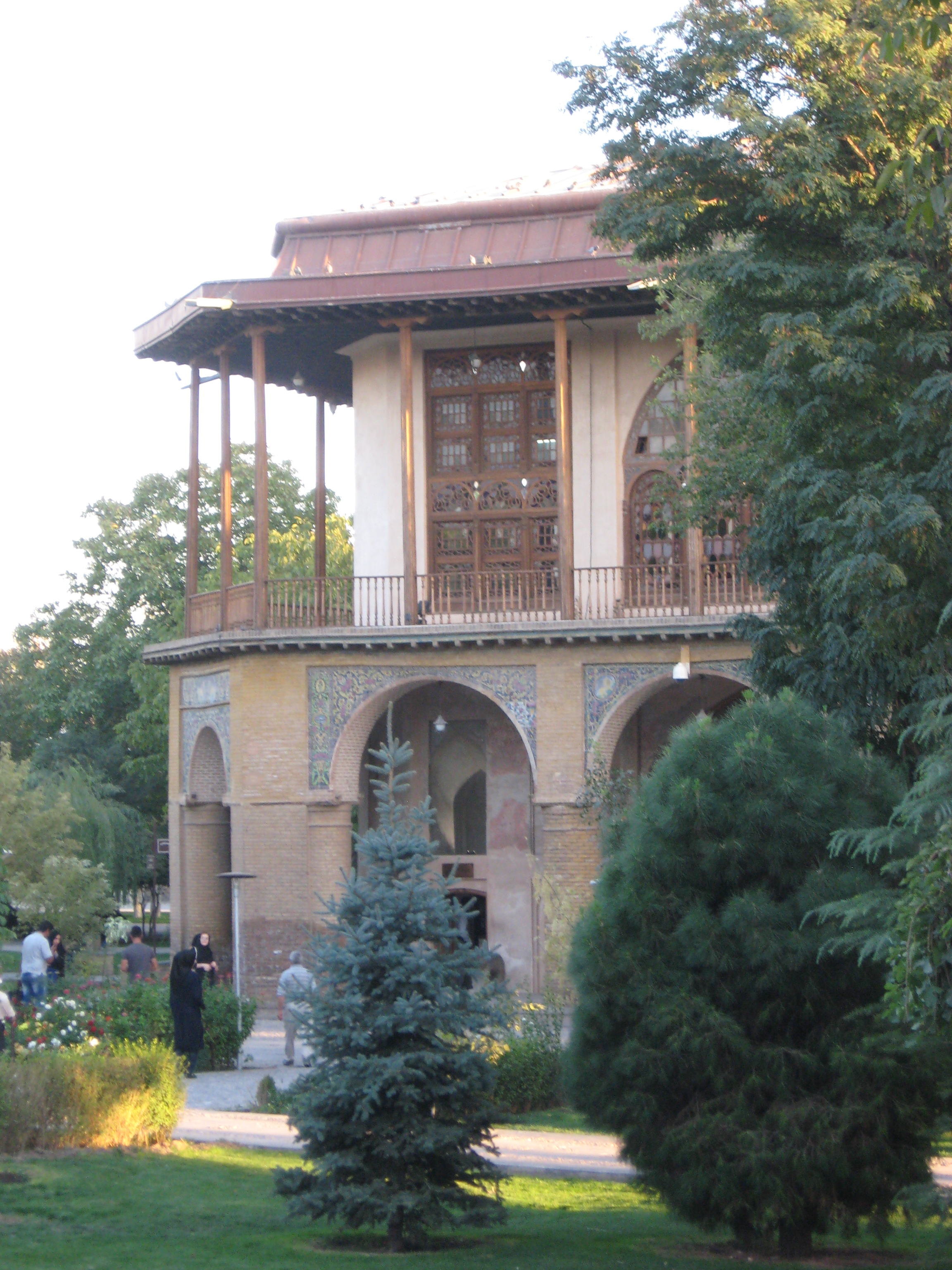
angle latéral
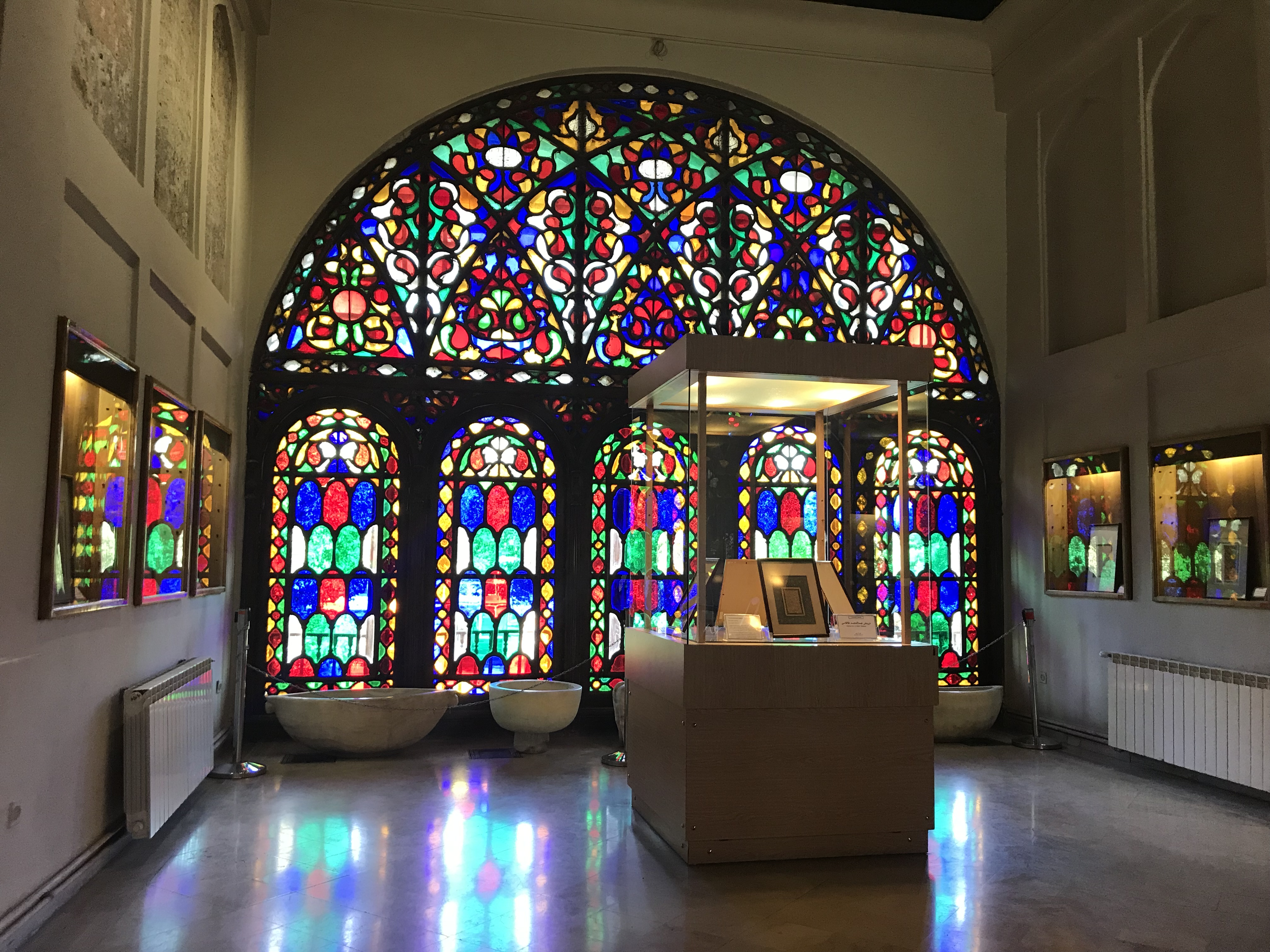
vitraux
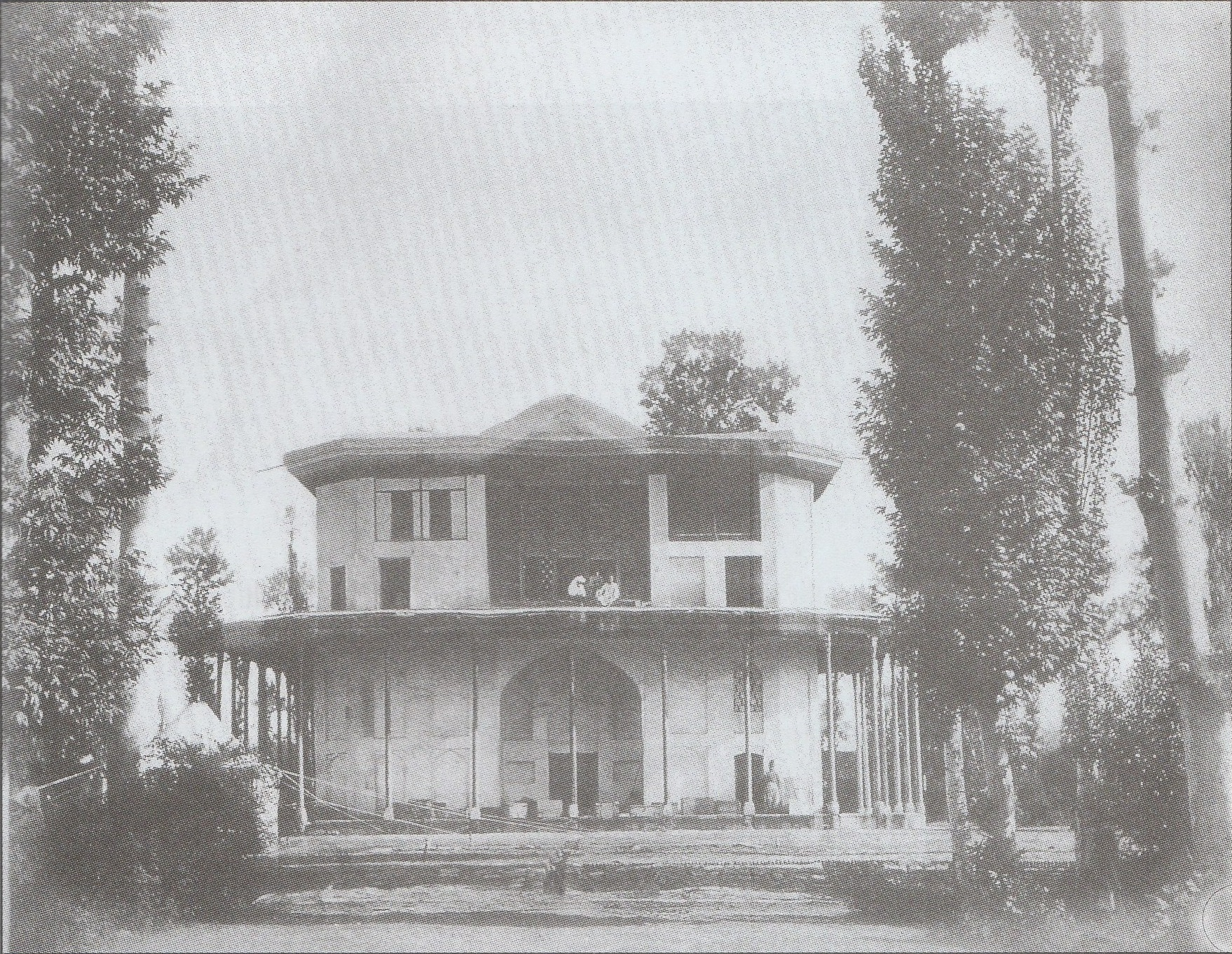
Le pavillon avant restaurations.
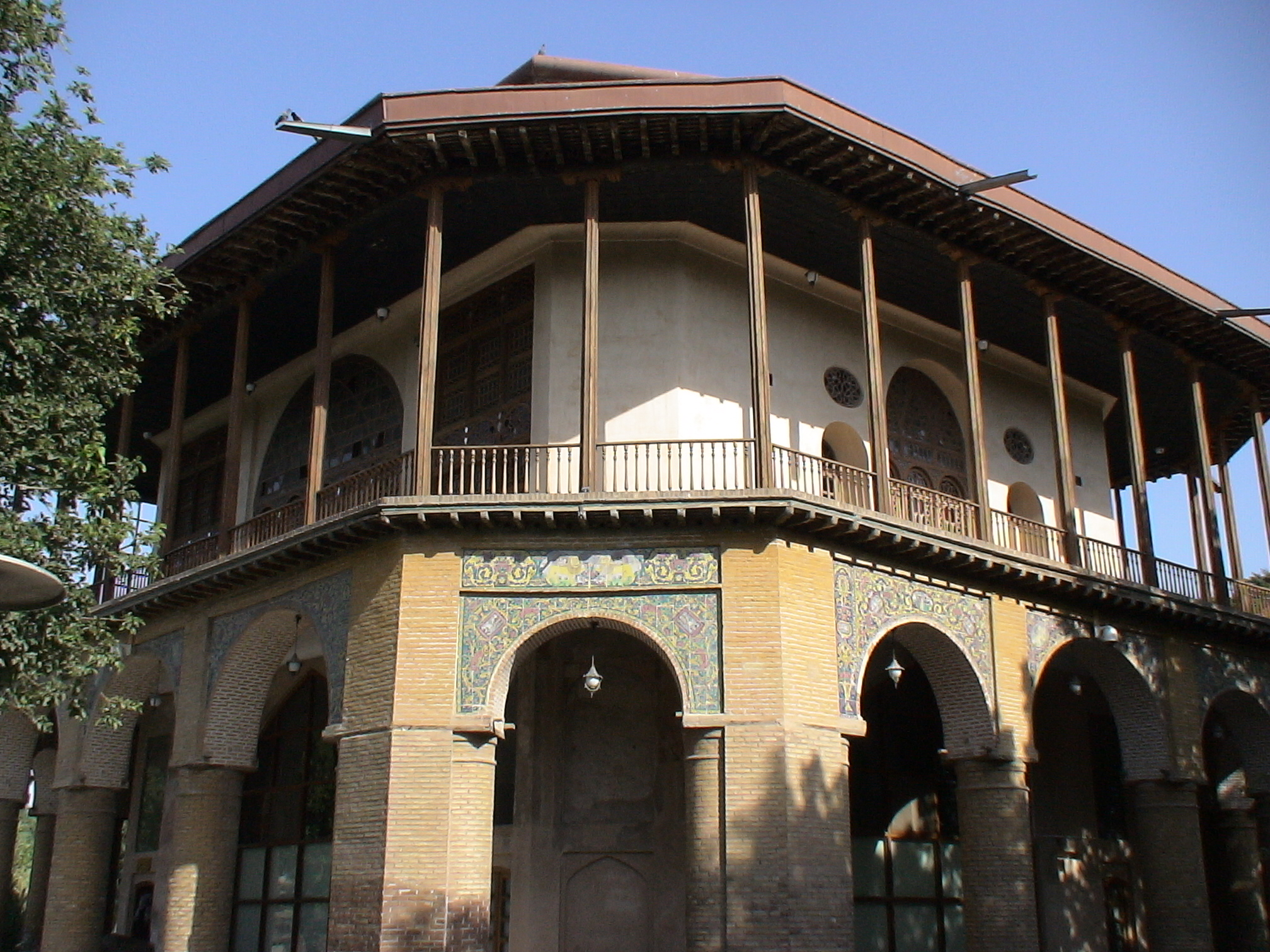
vue de côté
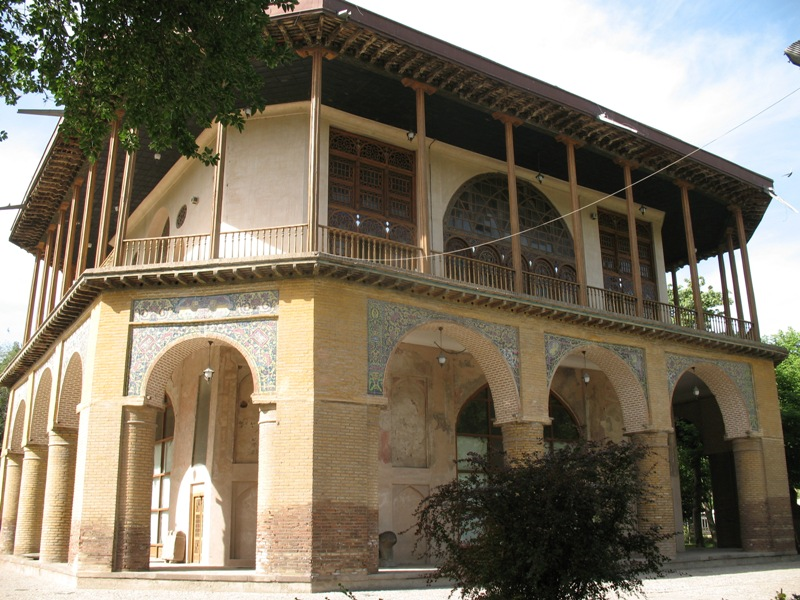